# Rise 2 Power
 (décembre 2015).
Si vous disposez d'ouvrages ou d'articles de référence ou si vous connaissez des sites web de qualité traitant du thème abordé ici, merci de compléter l'article en donnant les références utiles à sa vérifiabilité et en les liant à la section « Notes et références ».
Albums de Mr. Criminal
Ryder Muzic
(2007) Only the Strong Survive
(2009)
Rise 2 Power est le sixième album studio de Mr. Criminal, sorti le 22 juillet 2008.

## Liste des titres
| No  | Titre                                                                                    | Contient un (des) sample(s) de                                                                        | Durée |
| --- | ---------------------------------------------------------------------------------------- | --- | ----- |
| 1.  | Intro (Produit par Fingazz et Mr. Criminal)                                              | | 1:08  |
| 2.  | The Next Level (Produit par G-Dogg)                                                      | | 4:30  |
| 3.  | Watch Me Rise (Produit par Mr. Criminal)                                                 | | 4:53  |
| 4.  | Worldwide (Produit par DJ AK)                                                            | | 3:45  |
| 5.  | Music to Me (Produit par M4K)                                                            | | 4:37  |
| 6.  | Cause I Ride (Produit par G-Dogg)                                                        | | 5:06  |
| 7.  | Acesino (Produit par Mr. Criminal)                                                       | | 4:11  |
| 8.  | Summertime Again (featuring Mr. Capone-E – Produit par Sovan)                            | | 3:57  |
| 9.  | Girl You Blow My Mind (featuring Krayzie Bone – Produit par DJ AK)                       | | 3:59  |
| 10. | Drop It-N-Rock It (featuring Fat Joe – Produit par Fingazz)                              | | 3:55  |
| 11. | Criminal Life (Produit par G-Dogg)                                                       | | 3:30  |
| 12. | Raised by Thugs (featuring Stomper – Produit par Mr. Criminal)                           | Breathin' de 2Pac featuring Outlawz Fuckin' With the Wrong Nigga de 2Pac Ambitionz Az a Ridah de 2Pac | 4:01  |
| 13. | The Warning (Produit par G-Dogg)                                                         | | 4:13  |
| 14. | Hi Power 4 Life (featuring Mr. Capone-E et Mr. Silent – Produit par M4K)                 | | 5:16  |
| 15. | Lowride Muzic (Produit par G-Dogg)                                                       | | 3:23  |
| 16. | Ryde 4 You (Produit par G-Dogg)                                                          | | 4:00  |
| 17. | Skit                                                                                     | | 0:11  |
| 18. | Lets Talk About Big Money (featuring Lil' Flip et Mr. Silent – Produit par Mr. Criminal) | | 3:29  |
| 19. | Sick Thoughts (Produit par Mr. Criminal)                                                 | | 1:46  |
| 20. | New West (featuring Big Steele et G Malone)                                              | | 5:28  |